# Xestopelta vertebrata
Xestopelta vertebrata är en stekelart som först beskrevs av Joseph Augustine Cushman 1922.  Xestopelta vertebrata ingår i släktet Xestopelta och familjen brokparasitsteklar. Inga underarter finns listade i Catalogue of Life.